# パパリシン-1
パパリシン-1(Pappalysin-1)は、ヒトではPAPPA遺伝子でコードされるタンパク質である。分泌型プロテアーゼで、主な基質は、インスリン様成長因子結合タンパク質(IGFBP)である。ダウン症候群のスクリーニングにも用いられる。

## 機能
PAPPA遺伝子は、インスリン様成長因子結合タンパク質を切断する分泌型金属プロテアーゼをコードする。パパリシン-1のタンパク質分解機能は、コラーゲンの結合により活性化される。
傷の治癒や骨再形成等の局所的な増殖過程に関わっていると考えられている。このタンパク質の血漿中濃度の低さは、異数体胎児（染色体数が異常な胎児）妊娠の生化学的マーカーとして提案されている。例えば、パパリシン-1の低さは、ダウン症候群の出生前診断で一般的に見られる。そうでなければ、パパリシン-1の低さは、胎盤に問題があることを示している場合もあり、子宮内胎児発育遅延、子癇前症、常位胎盤早期剥離、早産、または周産期死亡などの有害な合併症を引き起こす可能性がある。
この酵素は、以下の化学反応を触媒する。
IGFBP-4のMet135-Lys結合、及びIGFBP-5のSer143-Lys結合を切断する。
この酵素は、ペプチダーゼファミリーM43に属する。

## 相互作用
主要塩基性タンパク質とタンパク質間相互作用することが示されている。
イギリスのロイヤル・ロンドン病院で行われた研究では、妊娠期間の第1三半期と第2三半期
にダウン症候群のマーカーが発現していることが示された。このタンパク質の遺伝子の濃度は、他のマーカーとともに、妊娠初期段階でのダウン症候群のスクリーニングに役立つ。